# Marapana truncatalis
Marapana truncatalis là một loài bướm đêm trong họ Erebidae.